# Matteo Anchisi
Matteo Anchisi (Milano, 10 gennaio 1971) è un ex cestista italiano.

## Palmarès

### Club
- Campionato italiano: 2

Olimpia Milano: 1988-1989
Fortitudo Bologna: 1999-2000